# Freddy Michalski
Pour les articles homonymes, voir Michalski.
Freddy Michalski, né le 19 octobre 1946, à Marles-les-Mines, dans le Pas-de-Calais et mort le 20 mai 2020 à Tocane-Saint-Apre, en Dordogne,, est un traducteur français spécialisé dans la traduction de romans policiers anglo-saxons.

## Biographie
Professeur agrégé d'anglais, il a traduit en français de nombreux auteurs américains et britanniques de polar, notamment Edward Bunker, James Lee Burke, James Ellroy, William McIlvanney, Eoin McNamee, Eliot Pattison, Jim Nisbet, Chuck Palahniuk, Ian Rankin et Don Winslow. Il a travaillé pour les éditions du Masque, Gallimard, Robert Laffont et Rivages.
Il a remporté en 1992 le Trophée 813 de la meilleure traduction pour White Jazz de James Ellroy (« Rivages/Thriller », 1991). 
Pour les éditions L'Œil d'or, il a traduit depuis 2004 plusieurs œuvres de Mark Twain, connues (Les Aventures de Huckleberry Finn) ou méconnues (Un Yankee du Connecticut à la cour du roi Arthur).